# Mifflin (Wisconsin)
Mifflin es un pueblo ubicado en el condado de Iowa en el estado estadounidense de Wisconsin. En el Censo de 2010 tenía una población de 585 habitantes y una densidad poblacional de 4,46 personas por km².

## Geografía
Mifflin se encuentra ubicado en las coordenadas 42°52′36″N 90°22′16″O / 42.87667, -90.37111. Según la Oficina del Censo de los Estados Unidos, Mifflin tiene una superficie total de 131.18 km², de la cual 131.17 km² corresponden a tierra firme y (0%) 0 km² es agua.

## Demografía
Según el censo de 2010, había 585 personas residiendo en Mifflin. La densidad de población era de 4,46 hab./km². De los 585 habitantes, Mifflin estaba compuesto por el 97.95% blancos, el 0% eran afroamericanos, el 0% eran amerindios, el 0% eran asiáticos, el 0% eran isleños del Pacífico, el 1.37% eran de otras razas y el 0.68% pertenecían a dos o más razas. Del total de la población el 1.71% eran hispanos o latinos de cualquier raza.